# Голубянка Татьяна
Голубянка Татьяна (лат. Otnjukovia tatjana) — вид бабочек из семейства голубянки.

## Описание
Длина переднего крыла 11-13 мм. Верхняя сторона крыльев у обоих полов тёмно-серого цвета с зеленовато-коричневым оттенком. Поперечная жилка на переднем крыле несколько темнее основного фона. Нижняя сторона обоих крыльев светлая, практически белая. Постдискальный ряд образован крупными черными пятнами. На заднем крыле имеется оранжевая перевязь, состоящая из 6 пятен, которые изнутри и снаружи ограничены черными пятнышками.

## Распространение
Восточный Казахстан (Джунгарский Алатау, Южный Алтай (хр. Курчумский, Букомбай, Азутау), долина реки Черный Иртыш (горы Актобе), Кыргызстан (Киргизский хребет). В 2012 году вид найден в Монгольском Алтае.
Обитает в степных стациях, каменистые склоны на высотах от 900 до 1100 метров над уровнем моря, разнотравные степные участки с шиповником и спиреей.

## Биология
Развивается в одном поколение за год. Время лёта бабочек на юге ареала наблюдается в мае, а на северо-востоке — в июне. Гусеницы кормятся на кермеке.